# Malahat Ibrahimqizi
Malahat Ibrahimqizi ou Malahat Hassanova est une femme politique azerbaïdjanaise, candidat en sciences historiques, membre des II, III, IV, V et VI législatures de l'Assemblée nationale d'Azerbaïdjan.

## Biographie
Malahat Hassanova est née le 25 avril 1958 à Pokr Masrik. Elle est diplômée de la faculté de pédiatrie de l'Université de médecine d'Azerbaïdjan et de la faculté de droit de l'Université d'État de Bakou.
M. Ibrahimqizi parle anglais, russe et turc.

### Carrière
Depuis 1982, Malahat Hassanova travaille comme médecin à la polyclinique de l'enfants à Bakou, depuis 1992, elle est médecin-chef.
En 1998-2000, elle a été première vice-présidente du Comité d'État sur les problèmes des femmes de la République d'Azerbaïdjan.
Elle est membre de la commission sur les questions d'amnistie auprès du président de la République d'Azerbaïdjan.
Malahat Ibrahimqizi est membre de la délégation azerbaïdjanaise à l'Assemblée parlementaire de l'OTAN.
Elle est membre de la commission d'inspection du parti du nouvel Azerbaïdjan, présidente de l'organisation de la région de Nasimi.

### Famille
Elle est mariée et a deux enfants.

## Prix
Ordre de la Gloire